# エルガウ
エルガウ (ドイツ語: Ellgau) は、ドイツ連邦共和国バイエルン州シュヴァーベン行政管区のアウクスブルク郡に属す町村（以下本項では便宜上「町」と記述する）である。この町はノルデンドルフ行政共同体に加わっている。

## 地理

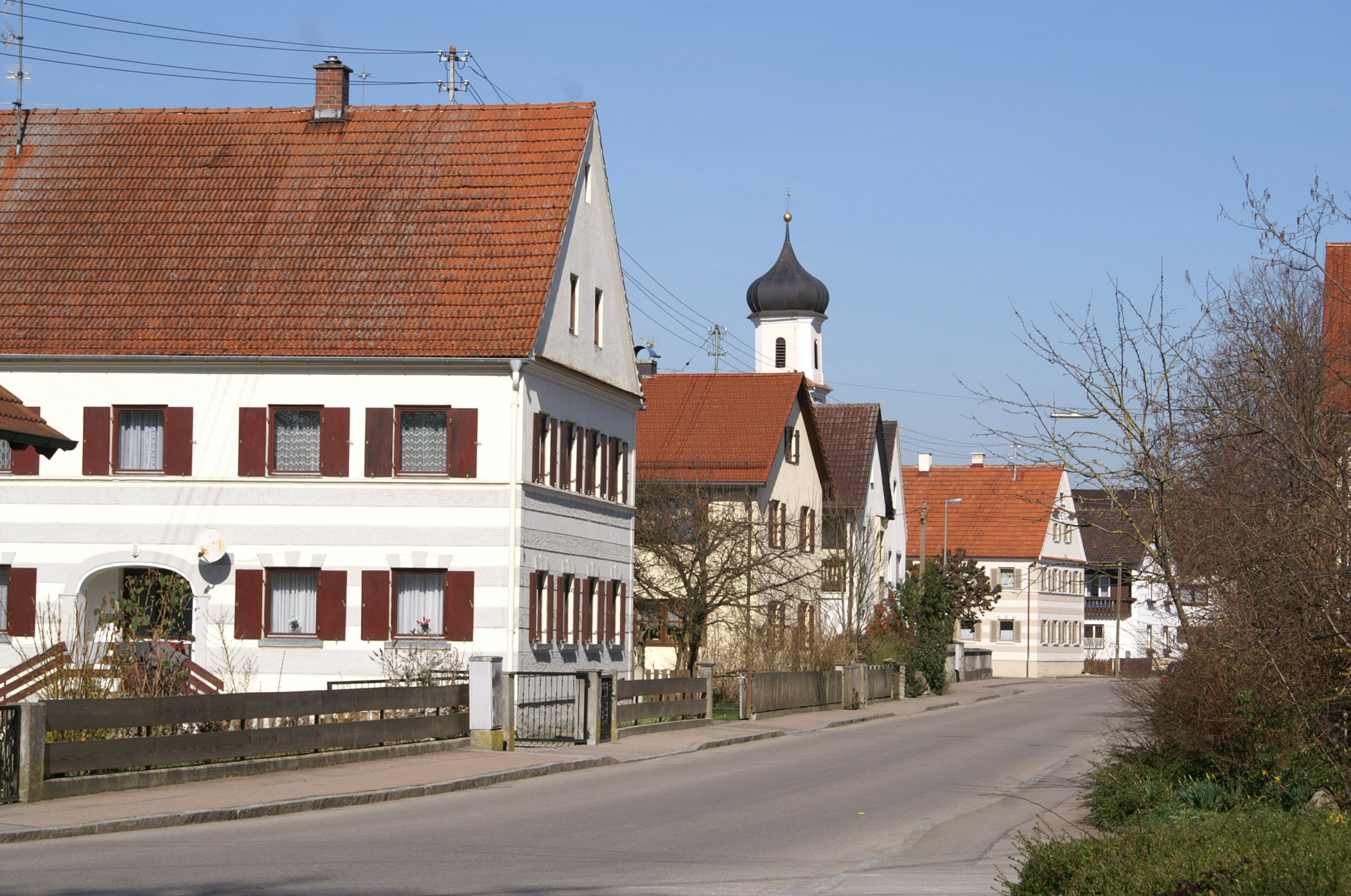
エルガウのハウプト通り

### 位置
エルガウは、アウクスブルクの北約 25 km、ドナウヴェルトの南約 15 km のレヒ川沿いに位置している。

### 自治体の構成
この町は教会のある村落エルガウの他に、グート・ヘルレホーフからなる。ただしこれは公的な名称を持つ地区ではない。

### 隣接する市町村
- アルマンスホーフェン（アウクスブルク郡）
- マイティンゲン（アウクスブルク郡）
- ミュンスター（ドナウ＝リース郡）
- ノルデンドルフ（アウクスブルク郡）
- オーベルンドルフ・アム・レヒ（ドナウ＝リース郡）
- ライン（ドナウ＝リース郡）
- ティーアーハウプテン（アウクスブルク郡）
- ヴェステンドルフ（アウクスブルク郡）

（アルファベット順）

## 歴史
この集落は1126年に初めて文献に記録されている。1753年にフッガー家が購入するまで、時代とともに多くの所有者が入れ替わった。1803年の帝国代表者会議主要決議以降、この集落はバイエルンに属している。バイエルン王国の行政改革に伴う1818年の自治体令に基づいて現在の自治体が形成された。
レヒ川に近いことからエルガウは、筏流しで重要な拠点となっていた。ここには木材輸送のための船着き場が設けられていた。この町にとっての重要性は、この町の紋章に川に浮かぶ筏が描かれていることに示されている。

## 住民

### 人口推移
1988年から2018年までの間にこの町の人口は849人から1125人に、276人、約 32.5 % 増加した。

## 行政
この町はノルデンドルフ行政共同体の一員である。

### 議会
この町の町議会は12議席の議員と町長で構成される。

### 首長
この町の第1町長は、2020年5月1日からクリスティーネ・グンプ (Freie Wählergruppe) が務めている。彼女は 62.5 % の支持票を獲得して町長に選出された。前任者はマンフレート・シャフニッツェルで、1990年5月から2020年4月まで町長を務めた。

### 紋章
図柄: 青地と銀地に波状に上下二分割。上部は、舵のついた金の筏。下部は、青い鋸歯状の基部の上に青い鋸歯状の帯。
紋章の由来: エルガウの歴史は、レヒ川沿いの立地と密接に結びついている。この集落は、筏流しにより経済上大きな利益を得ていた。木材を運んだ筏はエルガウの船着き場を利用した。町の紋章の舵がついた筏はこれを記念している。紋章の鋸歯状の帯は、13世紀末からエルガウにあったことが判明しているオーベルンドルフ元帥の紋章から採られた。
この紋章は1960年から用いられている。